# Sergej Ćetković
Sergej Ćetković, (Podgorica, 8. ožujka 1976.) je crnogorski pjevač pop glazbe.

## Životopis
Bio je 1990-ih član crnogorskih grupa Vatrena srca i Amfiteatar, s kojima je nastupao na festivalima. Samostalnu karijeru počinje 1998. pjesmom Bila si ruža. U svibnju 2014. predstavljao je Crnu Goru na Eurosongu.

### Diskografija
- Kristina (2000.)
- Budi mi voda (2003.)
- Kad ti zatreba (2005.)
- Pola moga svijeta (2007.)
- 2 minuta (2010.)
- Još volim te (2012.)

## Vanjske poveznice
- Službene stranice Sergeja Ćetkovića